# Ereño
Ereño ist eine Gemeinde (Municipio) in der spanischen Provinz Bizkaia der Autonomen Gemeinschaft Baskenland in der Comarca Busturialdea. Ea hat 272 Einwohner (Stand: 2024), die mehrheitlich baskischsprachig sind. Die Gemeinde besteht aus den Ortschaften Akorda-Bollar, Basetxeta-Atxoste, Elexalde-Zeeta und Gabika sowie weiteren Weilern. 

## Lage
Ereño liegt etwa 33 Kilometer ostnordöstlich von Bilbao in einer Höhe von ca. 280 m. 

## Einwohnerentwicklung
| 1970 | 1981 | 1991 | 2001 | 2011 | 2021 |
| ---- | ---- | ---- | ---- | ---- | ---- |
| 407  | 310  | 277  | 253  | 263  | 263  |

## Sehenswürdigkeiten
- Michaeliskirche

## Trivia
Bekannt ist die Gemeinde für die Marmorsteinbrüche, die bereits durch die Römer ausgebeutet wurden.